# پاینی پوینت ویلیج (تگزاس)
پاینی پوینت ویلیج، تگزاس (به انگلیسی: Piney Point Village, Texas) یک شهر در ایالات متحده آمریکا با جمعیت ۳٬۱۲۵ نفر است که در تگزاس واقع شده‌است.